# 發誓不會忘記你
《我們說好了，永遠不忘記》（忘れないと誓ったぼくがいた）為獲得第16屆日本奇幻小說大獎的作家平山瑞穂創作的長篇奇幻小説。2006年2月由新潮社出版。2008年7月出版文庫本。2015年改編為由堀江慶執導，村上虹郎及早見朱莉主演的電影。3月28日於日本上映。

## 故事概要
平凡的高中3年級生葉山高志在某日認識了少女織部梓，但他並不知道小梓內心隱瞞著一個秘密。不論與她見面幾次，與她相處的記憶在幾個小時之後就會完全消失，周圍的人們也都認為小梓是個不存在的人，高志感到相當茫然及無助。為了與小梓永遠在一起，高志下了必死的決心，發誓這輩子絕對不會忘記她…

## 電影
改編電影《發誓不會忘記你》由堀江慶執導，村上虹郎、早見朱莉主演。全片於神奈川縣秦野市拍攝。

### 登場人物
- 葉山高志：村上虹郎
- 織部梓：早見朱莉
- 葉山文雄：國枝量平
- 岩井希惠：今本洋子
- 其他演員：西川喜一、渡邊佑太朗、大澤光、池端玲名、須賀千春、二階堂智、山崎樹範、米奇・寇蒂斯

### 製作團隊
- 導演：堀江慶
- 劇本：堀江慶、岡崎聰子
- 原作：平山瑞穗「我們說好了，永遠不忘記」（新潮文庫）
- 製作：吉田正大
- 製作人：椋樹弘尚、渡邊尊俊
- 共同製作：由里敬三
- 攝影：板倉陽子
- 美術：高橋俊秋
- 音樂：三枝伸太郎
- 主題歌：CreepHyp《2LDK》（日本環球音樂）
- 錄音：石貝洋
- 音效：岡瀨晶彥
- 燈光：綠川雅範
- 編審：村上雅樹
- 造型：小里幸子
- 髮型：百瀨廣美
- 責任製作：中山泰彰
- 副導演：佐野友秀
- 製作公司：beachwalkers.
- 製作公司：DjangoFilm
- 發行：日活

## 書籍情報
- 單行本：新潮社，2006年2月20日，ISBN 9784104722020
- 文庫本：新潮文庫，2008年7月29日，ISBN 9784101354811
- 台灣中文版：譯者：張智淵，麥田出版，2008年2月2日，ISBN 9789861733388

## 外部連結
- 《發誓不會忘記你》發行紀念訪談
- 電影《發誓不會忘記你》官方網站 （页面存档备份，存于）